# ابرسیج
اَبَرسیج روستایی در دهستان خرقان بخش بسطام شهرستان شاهرود استان سمنان ایران است. این روستا به خاطر وجود درخت اورس ۲۵۰۰ ساله اش مشهور است.

## تاریخچه
نام ابرسج به دلیل وجود جنگل اورس در این ناحیه بوده است که از اورسی به اورسج و سپس ابرسج نامگذاری شده است.
البته درکتاب‌های تاریخی مختلف از نام‌های متفاوت نام برده شده است مانند اوریج، ابرسنگ و… که نزد اهالی معروف به اِوِرسی است.
قدمت آباد شدن ابرسج را در نعل قدیم مسجد سرخان، هفت سال بعد از بسطام نوشته بوده‌اند که متأسفانه نعل مسجد از بین رفت اما عبارات آن در کتب تاریخی مضبوط است در گذشته به دارالمومنین مشهور بوده و مسجد سرخان از قدمت زیاد این روستا حکایت دارد طوری که به روایتی قبل از اسلام آتشکده بوده است.

## فرهنگ و مردم
پیشه مردم روستا کشاورزی، دامداری، نمدمالی، زنبور داری و کشاورزی است. روستای ابرسج از روستاهای عشایری است که قشر دامدار آن در مناطق سرد سال به سملقان استان خراسان شمالی کوچ می‌کنند.
ابرسج قطب نمدمالی استان سمنان است و محصولات آن به کشورهای روسیه، ترکمنستان و.. صادر می‌شود این شغل در این روستا قدمتی چند صد ساله دارد.
ورزش خاص این روستا کشتی با شال است که قوانین به خصوص خود را دارد و اهالی در مراسمات عروسی و شادی کشتی می‌گیرند که متأسفانه امروزه این رسم کمرنگ شده است.

## بزرگان
این روستا در همه اعصار به عالم پروری شهیر بوده است.
پیر عبدالله داستانی: همنشین ابوالحسن خرقانی و هم درس ابو سعید ابوالخیر نزد قصاب آملی.
دودمان معیرالممالک که از عهد صفوی تا قاجار منصب وزارت را داشتند که بررسی همه آن‌ها در این مقال نمی‌گنجد، بزرگان زیادی در این طایفه پا به عرصه وجود نهادند که فروغی بسطامی و رهی معیری شعرای مشهور زبان فارسی از این طایفه هستند.
میرزا هدایت الله اورسجی: عارف، فقیه و دانشمند قرن سیزدهم هجری
آیت الله حاج سید عباس موسوی شاهرودی: از فلاسفه و حکمای مطرح دوره قاجار و از شاگردان حکیم جلوه
و بسیاری دیگر که ذکر آن‌ها در این مقال نمی‌گنجد

## جاذبه‌های گردشگری
ابرسج به دلیل قرار گرفتن در نقطه ای که دهانه ورودی به کوهساران شاهوار است از طبیعتی کوهستانی و از هوایی دل‌انگیز در فصول ابتدایی سال و هوایی سرد در فصول متأخر سال برخوردار است. در فصل بهار و تابستان باغات و مراتع روستا و کوه‌های منتهی به شاهوار زیبایی خاصی به چهره این روستا بخشیده اما جاذبه اصلی این روستا در زمستان و به هنگام یخ زدگی آبشارهای هفتگانه دره روستا می‌باشد. روستای ابرسج بین دو دره اَوِستا و دره اِوِرسی که در هردو دره رودخانه دائمی درجریان است قرار دارد و به دلیل کوهستانی بودن این منطقه آبشارهای زیادی در مسیر آب شکل گرفته که در فصول مختلف سال جاذبه‌های دیدنی خود را دارد.
همچنین می‌توان به منطقه اقبالیه، اورس ۲۵۰۰ساله، زیارتگاه عارف نامی پیر عبدالله داستانی همنشین شیخ ابوالحسن خرقانی و مسجد سرخان که از قدیمی‌ترین ابنیه و مساجد منطقه است و مناطق بسیار دیگر اشاره کرد.

## محصولات
معروف‌ترین محصولات ابرسج؛ عسل، نمد و گردوی آن است. اما می‌توان به همه فرآورده‌های لبنی و خشکبار و همچنین میوه زردآلو، سیب، گیلاس و… اشاره کرد.

## جمعیت
بر پایه سرشماری عمومی نفوس و مسکن در سال ۱۳۹۵ جمعیت این روستا ۱٬۰۰۴ نفر (۳۵۱خانوار) بوده است.
منابع
1. ↑  «سایت خبری تحلیلی تابناک». بایگانی‌شده از اصلی در ۲۴ نوامبر ۲۰۰۹. دریافت‌شده در ۱۹ آوریل ۲۰۱۱.
2. ↑  مطلع الشمس.
3. ↑  «نتایج سرشماری ایران در سال ۱۳۹۵». درگاه ملی آمار. بایگانی‌شده از اصلی (اکسل) در ۲۰ شهریور ۱۴۰۲.

- مطلع الشمس، اعتمادالسلطنه صفحه ۶۶